# فرائد الخرائد في الأمثال
فرائد الخرائد في الأمثال هو كتاب أدبي من تصنيف كتب الأمثال والحِكم، ألّفه أبو يعقوب يوسف بن طاهر الخويي (تُوفي 1154 م)، ويُعدّ من أبرز المؤلفات التي تناولت فن الأمثال في الأدب العربي. نُشر الكتاب لأول مرة عن دار النفائس في عام 2000، بتحقيق عبد الرزاق حسين، ويقع في مجلد واحد يضم 664 صفحة إن مخطوطة الكتاب محفوظة في مركز الملك فيصل للدراسات والبحوث الإسلامية.

## المحتوى
يضم الكتاب مجموعة كبيرة من الأمثال والحِكم المأثورة، وقد جاء في تقديم المؤلف أن هدفه من هذا العمل هو جمع الأمثال المتناثرة في بطون الكتب، وإبراز مكانتها البلاغية وقيمتها المعرفية. يتألف الكتاب من 12 فصلًا، يبدأ بفصل يتناول فضل الأمثال وأهميتها في الخطاب العربي، ثم ينتقل إلى عرض لأسس هذا الفن، وطرق استخدامه في التعبير عن المعاني والأفكار. كما يستعرض المؤلف الأساليب البلاغية التي يستخدمها الأدباء في صياغة الأمثال، ويختم بمجموعة مختارة من الأمثال ذات الطابع الفلسفي والحكمي.

## المرجعية
يُعتبر فرائد الخرائد في الأمثال مرجعًا مهمًا للباحثين والمهتمين بدراسة الأمثال والحِكم في التراث العربي، لما يتضمنه من مادة غنية وتحليل دقيق لمعاني الأمثال، مع تقديمها بأسلوب واضح وسلس. وقد ساهم في تعزيز مكانة الأمثال كأداة تعبيرية ذات أثر بلاغي وثقافي في الأدب العربي.